# 리처드 애튼버러
리처드 애튼버러 남작(Richard Samuel Attenborough, Baron Attenborough, CBE, 1923년 8월 29일 ~ 2014년 8월 24일)은 영국의 배우, 영화 감독, 영화 프로듀서이다.
1982년 영화 《간디》로 아카데미 작품상과 아카데미 감독상을 받았으며, 《브라이튼 록》, 《대탈주》, 《10번가의 살인》, 《34번가의 기적》, 《쥬라기 공원》, 《쥬라기 공원 2》 등에서 배우 역할을 훌륭하게 수행하였다.
모교 왕립연극학교의 총장(president)과 영국 영화 텔레비전 예술 아카데미(BAFTA) 회장을 지냈다.

## 생애
애튼버러는 잉글랜드의 케임브리지에서 프레더릭 애튼버러(Frederick Attenborough)와 메리 애튼버러(Mary Attenborough)의 세 아들 중 장남으로 태어났다. 방송인 데이비드 애튼버러는 그의 첫째 동생이다.
레스터의 위제스턴 그래머 스쿨을 졸업한 뒤 왕립연극학교에서 교육을 받았다.

## 서훈
- 1967년 대영 제국 훈장 3등급(CBE) 수훈[3]
- 1976년 기사작위(Knight Bachelor) 서임[4]
- 1993년 종신남작(Life Peer)으로 승작

### 내용주
1. ↑  Wyggeston Grammar School for Boys, 현 Wyggeston and Queen Elizabeth I College

### 참조주
1. ↑  Encyclopaedia Britannica
2. ↑  "Filmography by votes for Richard Attenborough", IMDb. Retrieved 27 March 2011.
3. ↑  “Supplement to The London Gazette: 1967 Birthday Honours”. 《The Gazette》 (영어) (런던) (44326): 6278. 1967년 6월 2일. 2016년 10월 1일에 확인함.
4. ↑  “Supplement to The London Gazette: 1976 New Year Honours”. 《The Gazette》 (영어) (런던) (46777): 1. 1975년 12월 30일. 2016년 10월 1일에 확인함.